# Edwin Fox
Die Edwin Fox ist ein Museumsschiff des Edwin Fox Maritime Museum in Picton, Neuseeland. Sie ist das neuntälteste erhaltene schwimmende Segelschiff und eines der letzten großen Segelschiffe aus Teakholz. Der Name des Schiffs leitet sich von einem bekannten Southamptoner Quäker ab.

## Zeit als fahrendes Segelschiff
In Auftrag gegeben wurde die Edwin Fox im Jahr 1853 von der renommierten East India Company. Noch während des Baus bei einer Werft in Sulkeali (Kolkata) ging das Schiff in den Besitz des Reeders George Hodgkinson aus Cornhill, London über, der sie nach ihrer ersten Heimreise mit Tee aus Indien in London für den Rekordpreis von 30.000 Pfund an den Reeder Duncan Dunbar versteigerte. Dieser vercharterte sie unmittelbar darauf an die britische Regierung, welche das Schiff als Truppentransporter einsetzte. Ihre erste Reise führte mit 496 Soldaten des 51. französischen Regiments in die Ostsee, später entsandte man das Schiff für den Krimkrieg ins schwarze Meer. Nach 18 Monaten im Dienst der Admiralität führte die Edwin Fox drei Ostindien-Reisen durch, bevor sie erneut von der britischen Regierung gechartert wurde, zunächst um politische Häftlinge nach Fremantle in Australien zu bringen, später um Truppen gegen die indische Rebellion von 1856/58 vor Ort zu bringen. Danach verbrachte das Schiff einige Jahre in der weltweiten Trampschifffahrt. 1861 löschte die Edwin Fox auf indisches Ersuchen eine gerade in Bombay übernommene Ladung, um Schiffsraum für die Bekämpfung der Hungersnot in den Nordwest-Provinzen zur Verfügung zu haben. 1862 starb Duncan Dunbar und das Schiff kam in die Hände der Londoner Reederei Gellatly & Company, die es als Teesegler einsetzte. In dieser Zeit erhielt sie den Spitznamen Teatub (deutsch: Teewanne). Wiederum später machte sie Reisen in Charter der Reederei Shaw, Savill & Company mit Auswanderern aus England, Irland und Schottland nach Dunedin, Wellington, Nelson und Littleton in Neuseeland. Auf diesen Reisen erlitt der Segler eine Reihe von Havarien und Grundberührungen. 1867 takelte man das Schiff zur Bark um.

## Dienstzeit als Hulk
Als Schiffe der Machart der Edwin Fox zunächst von Klippern und bald darauf von Dampfschiffen abgelöst wurden, rüstete man die Edwin Fox in London mit Kühlmaschinen aus und unternahm ihre letzte große Seereise, nach der sie im Juni 1885 in Dunedin eintraf. Danach setzte man die Gefrierhulk in Gisborne, Lyttelton, Bluff und Port Chalmers zum Einfrieren von Schafen ein. Pro Tag konnte sie bis zu 500 Schafe einfrieren, die Lagerfähigkeit betrug etwa 20.000 Schafe.
Am 12. Januar 1897 schleppte man die Edwin Fox in den Queen Charlotte Sound des Gebietes Marlborough Sound auf der Südinsel Neuseelands. Ein Gebiet, das sie niemals mehr verließ. Auch dort diente sie in den kommenden Jahren zunächst als stationäres Gefrierschiff, bis um 1900 die Picton Freezing Works gebaut wurden und die Aufgabe des Schiffes übernahmen. Man schleppte sie an einen anderen Platz und setzte sie als Anlegestelle ein, bevor sie als Kohlenhulk für die gegenüberliegende Packstelle weitergenutzt wurde.

## Rettung und Restaurierung

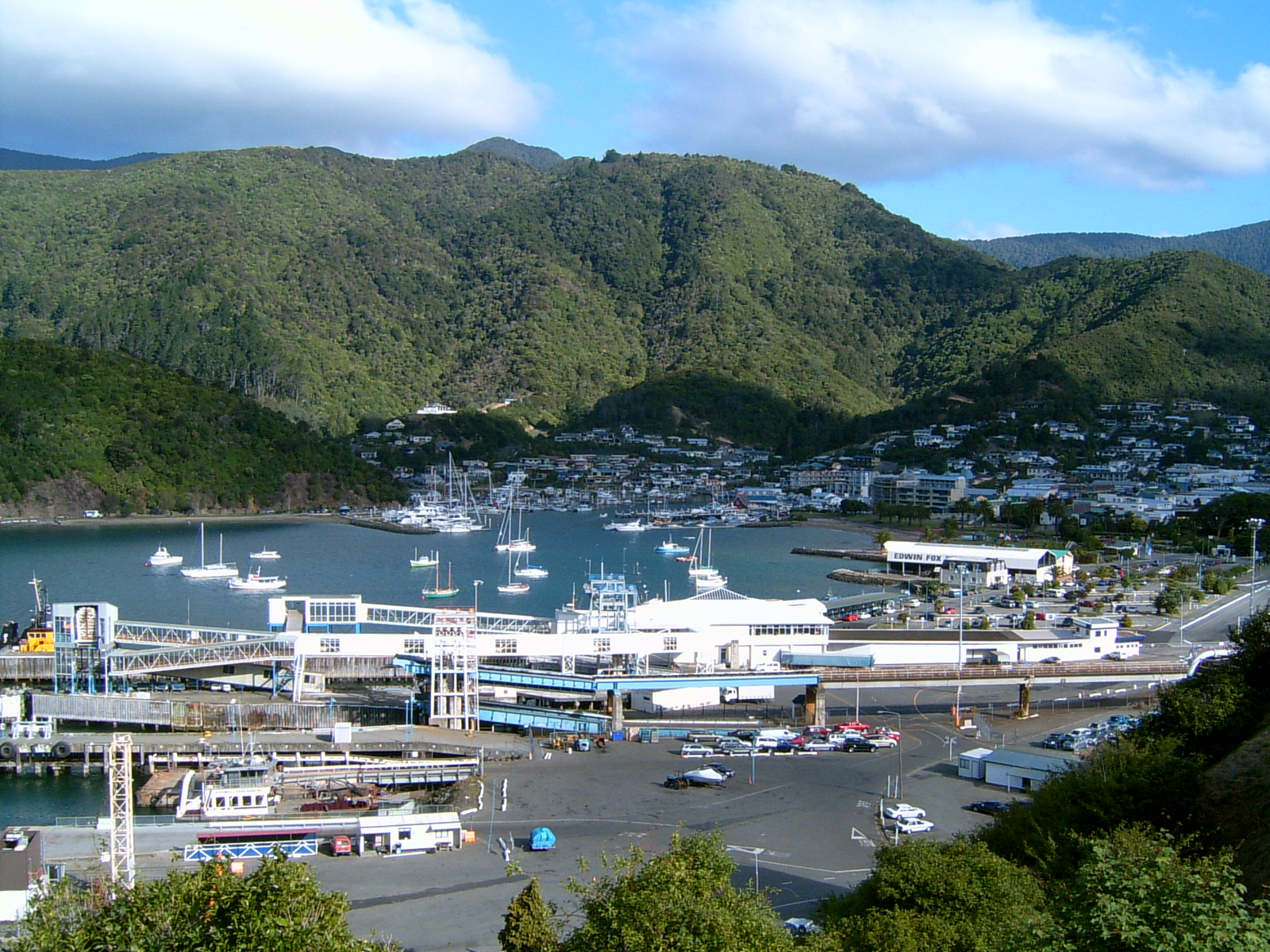
Der Hafen von Picton mit dem Edwin Fox Museum (rechts)

Im Jahr 1965 wurde das schon stark verfallene Schiff lokalen Geschäftsleuten zum Kauf angeboten, um es zu restaurieren. Norman Brayshaw gründete daraufhin im Mai des Jahres die Edwin Fox Restoration Society, die das Schiff für einen neuseeländischen Schilling übernahm. Aufgrund der fehlenden Erlaubnis des Picton Council, das Schiff in den Hafen von Picton zu verholen, setzte man es nach mehreren Verschleppungen innerhalb des Gebietes in der Shakespeare Bucht auf Grund. Dort verbrachte die Hulk weitere zwanzig Jahre, in denen, nicht zuletzt aufgrund der Bauart aus Teakholz, immer mehr Teile vom Schiff zerstört, oder entwendet wurden.
Erst im Oktober 1986 erteilte ein neues Council die Erlaubnis zur Bergung des Schiffes und vergab einen festen Liegeplatz. Bis zum Ende des Jahres war das Schiff vom Schutt befreit, wieder aufgeschwommen und wurde am 4. Dezember nach Picton geschleppt. In den 1990er Jahren begann man mit dem Bau eines eigens für die Edwin Fox bestimmten Trockendocks bei Cook Strait Ferry Landing, in das die Hulk am 18. Mai 1999 eingeschwommen wurde, um es dort zu restaurieren. Zu diesem Zweck baute man 2001 ein festes Dach über das Areal. Das Schiff ist seit 1999 im Register des New Zealand Historic Places Trust verzeichnet.

## Bildergalerie

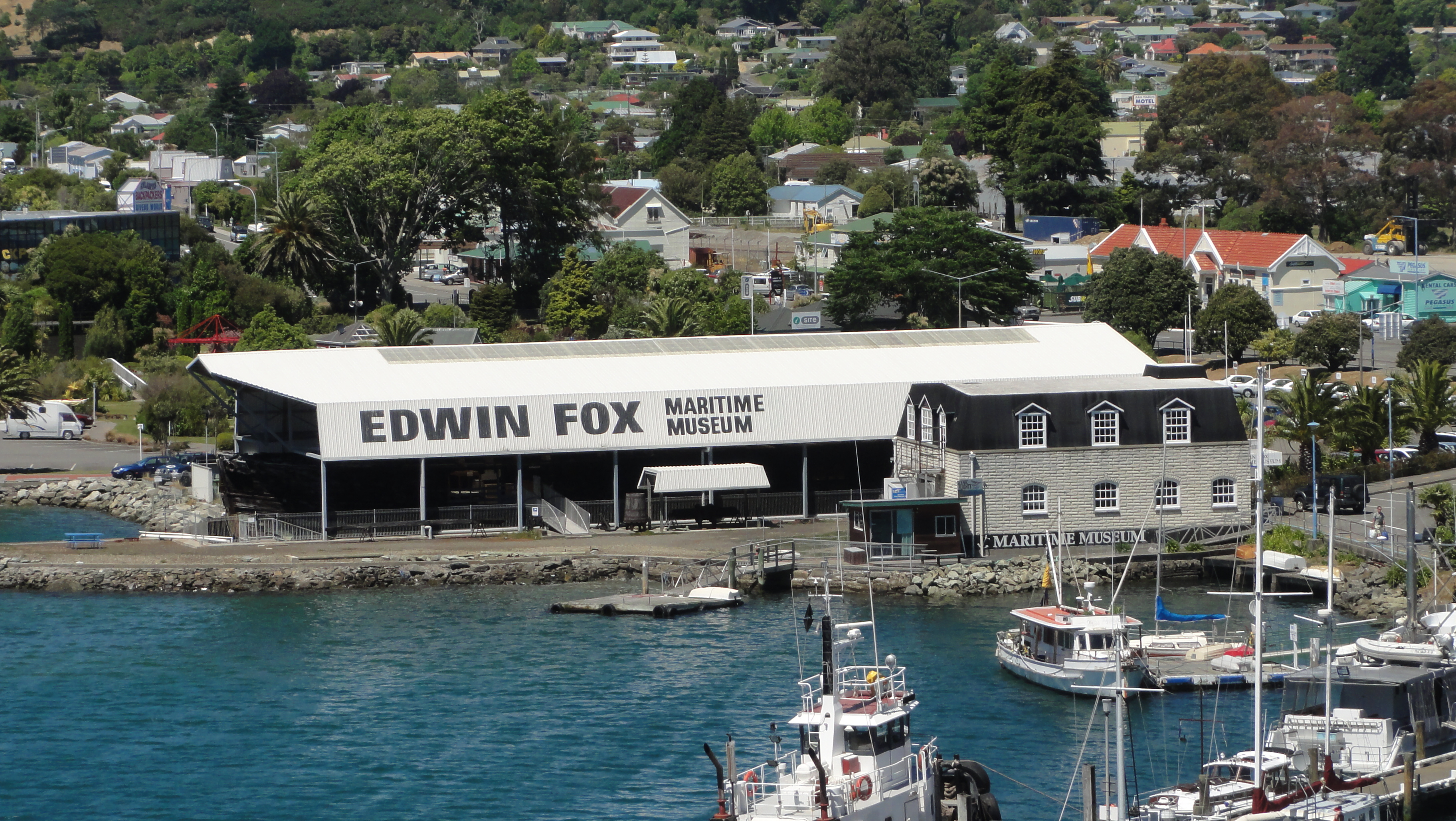
Edwin Fox Maritime Museum in Picton.
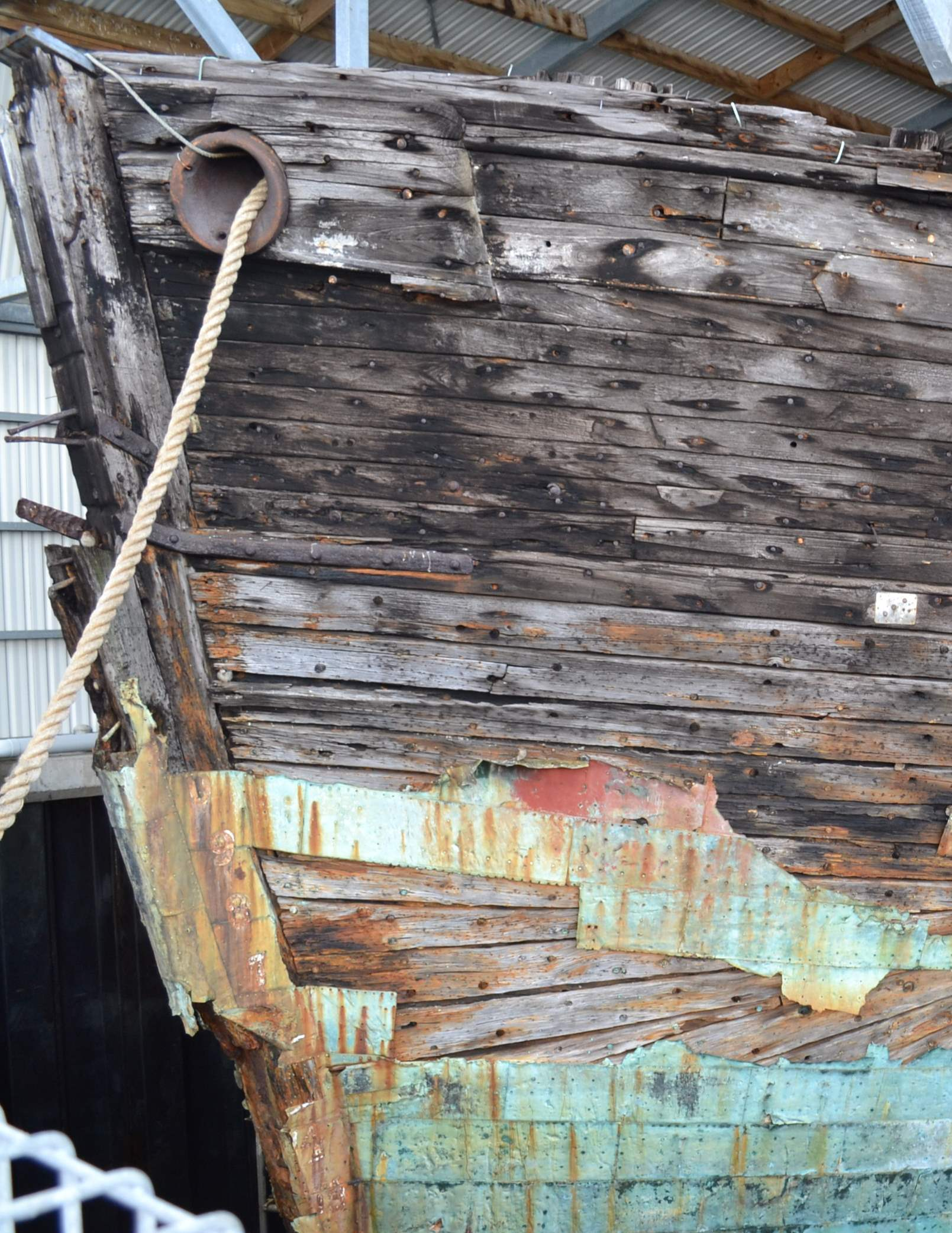
Bug, mit Kupferresten.
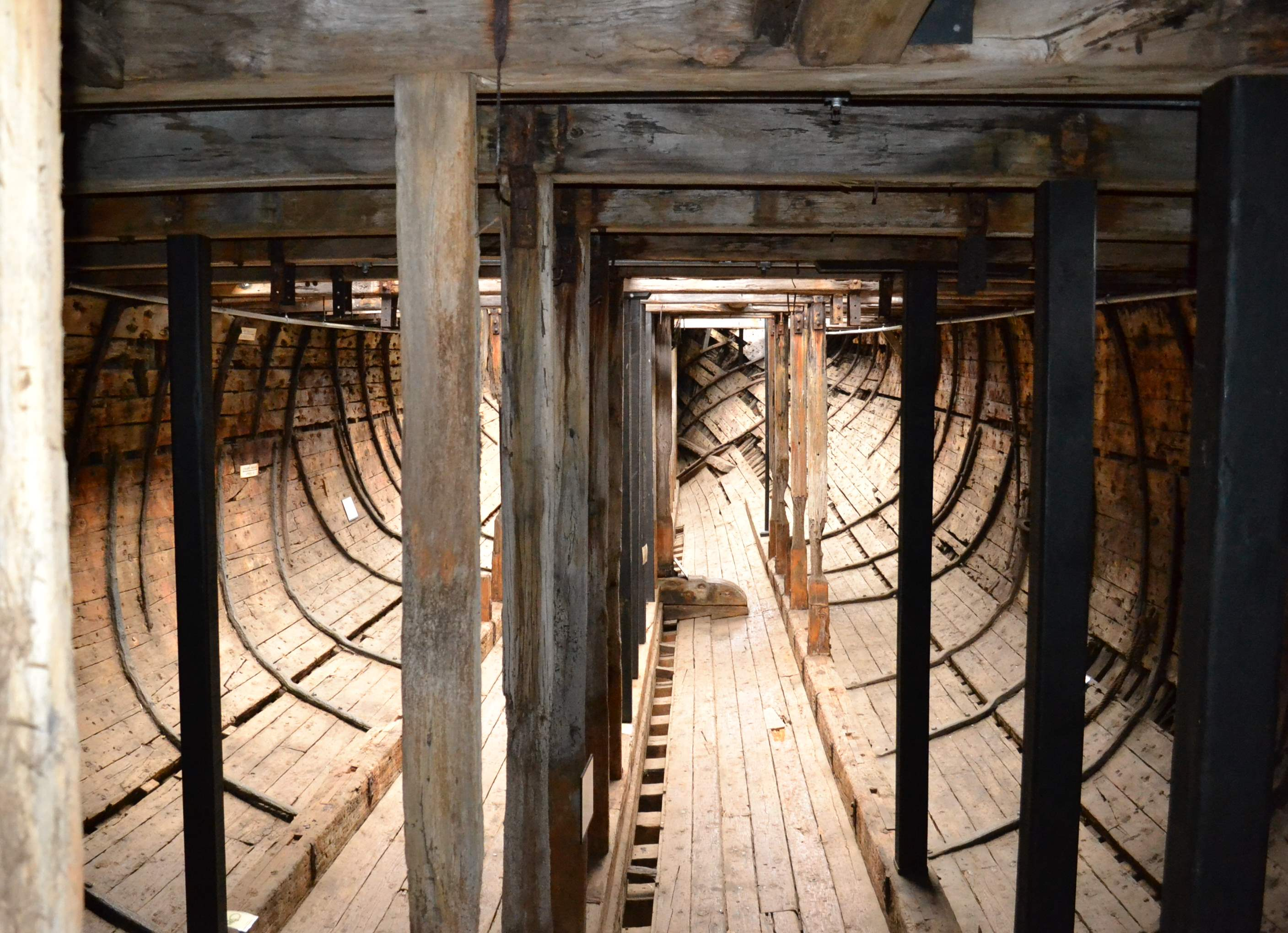
Rumpf der Edwin Fox von Innen
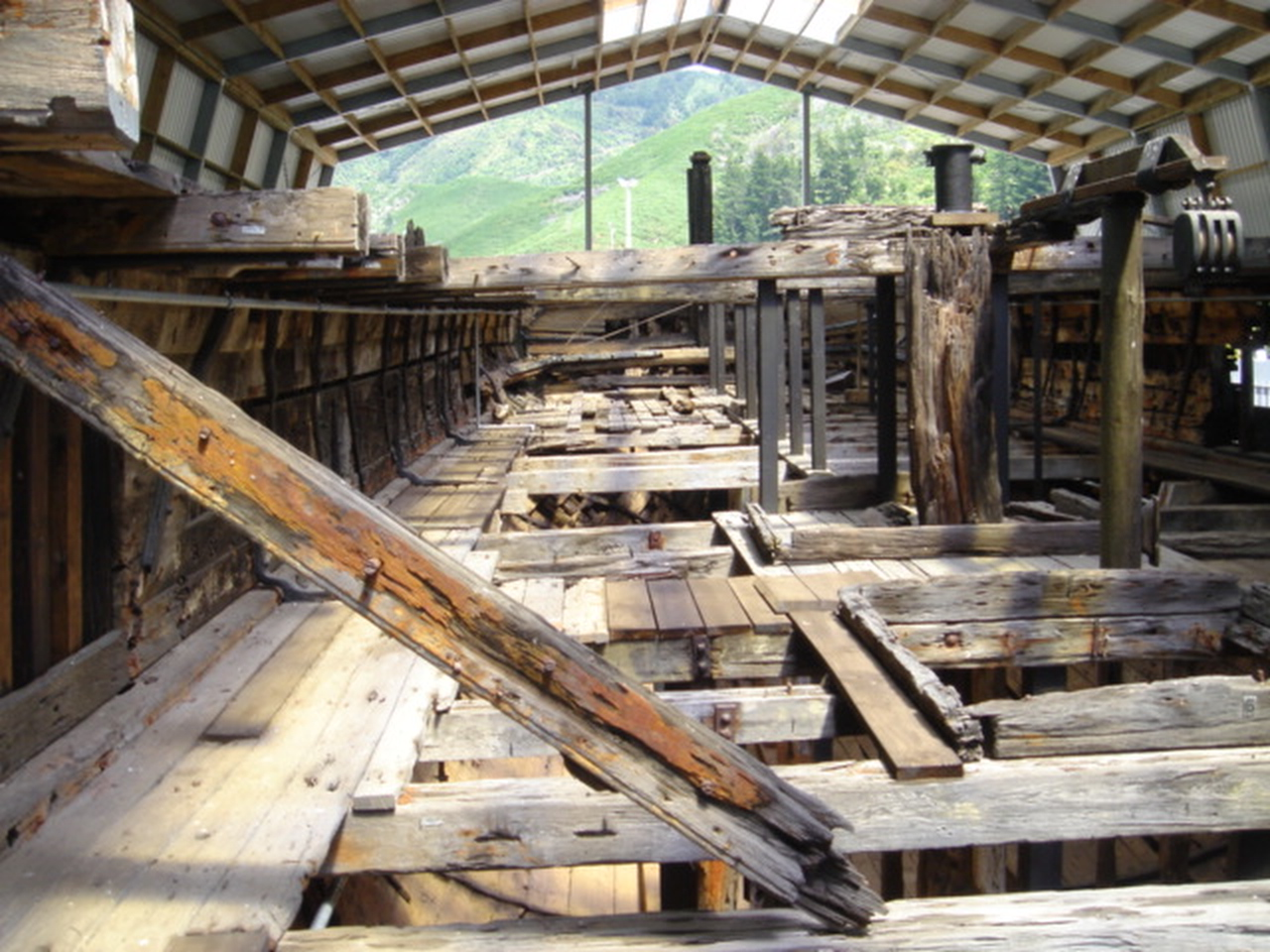
Unterdeck der Edwin Fox, das Oberdeck ist nicht erhalten.
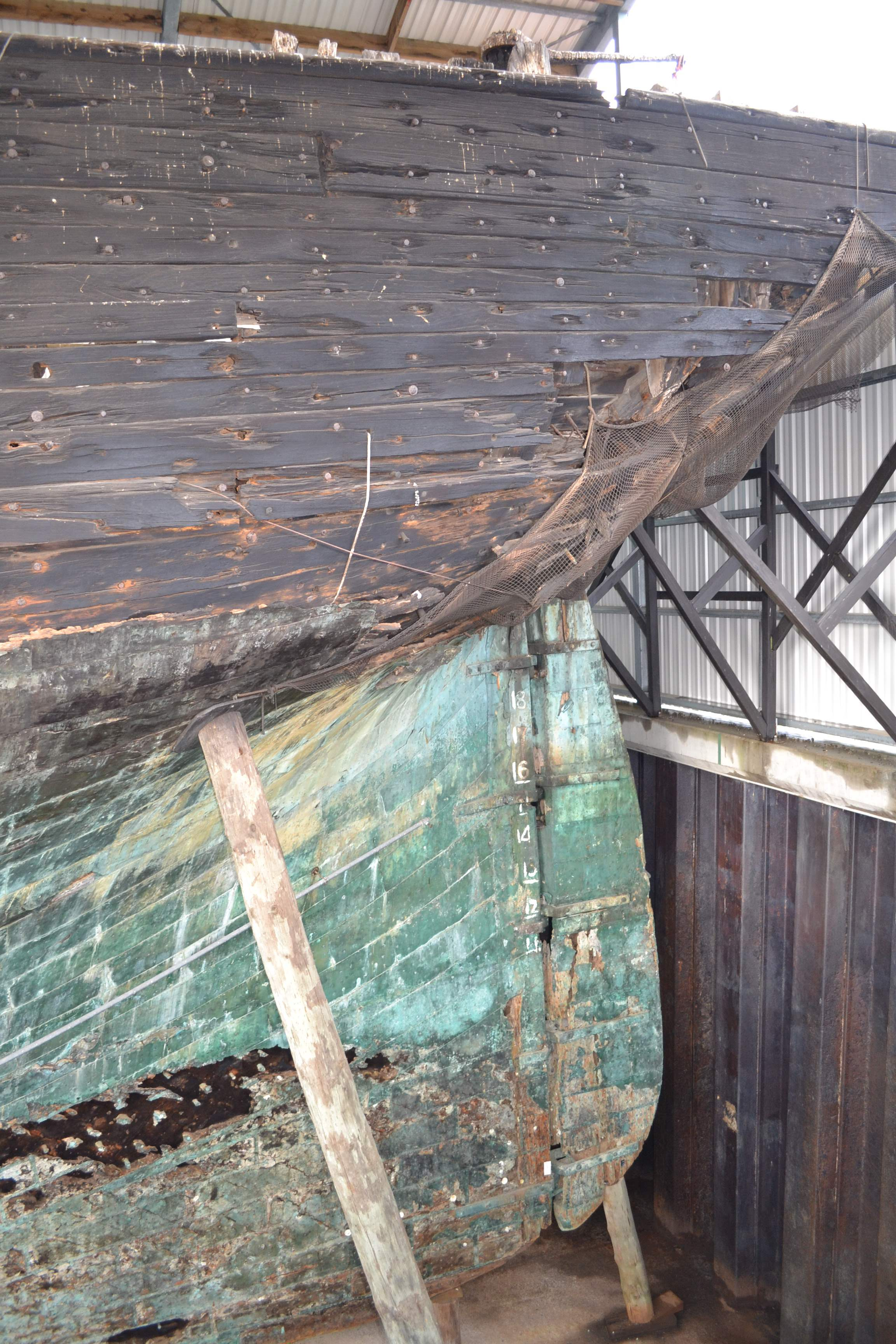
Heck, mit Kupferresten.